# Salpeteroorlog
De Salpeteroorlog (Spaans: Guerra del Salitre) of de Pacific-oorlog of Oorlog van de Grote Oceaan (Guerra del Pacífico) was een oorlog tussen Chili enerzijds en Bolivia en Peru anderzijds die woedde van 1879 tot 1884.

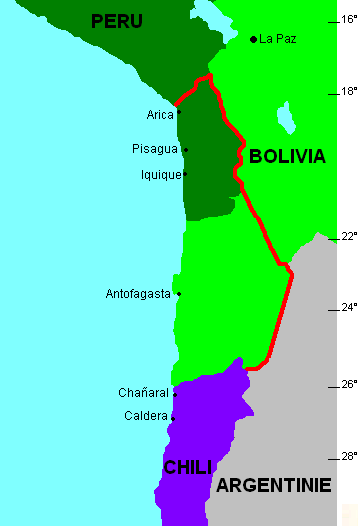
Grenzen van Chili, Bolivia en Peru vóór de Salpeteroorlog. De rode lijn markeert het door Chili veroverde gebied en derhalve de huidige grens.

Wat opvalt in de geschiedenis van Bolivia is het verlies van veel grondgebied aan de buurlanden. Sinds de onafhankelijkheid in 1825 is de oppervlakte van Bolivia ongeveer gehalveerd. Zo had Bolivia samen met Peru tot 1884 een groot stuk grondgebied in het noorden van het huidige Chili.
Belangrijk voor Bolivia was dat het stuk land, de toenmalige provincie Litoral, grensde aan de Stille Oceaan. Na de oorlog verloren beide landen (Bolivia en Peru) het mineraalrijke gebied aan de Chilenen. Deze oorlog wordt de Salpeteroorlog genoemd omdat er ook gestreden werd om de rechten op het winnen van zout en koper in het kustgebied. De Chileense marine besliste de strijd. De export van salpeter bleef tot in de Eerste Wereldoorlog Chili's belangrijkste bron van inkomsten.
Vanaf die tijd heeft Bolivia geen kustlijn meer noch een open verbinding met de Grote Oceaan. Bolivia mocht nog wel een spoorlijn aanleggen die van La Paz naar de havenplaats Arica liep, waar Bolivia tegen betaling gebruik van kon maken. De Boliviaanse Marine ligt sinds het verlies van zeehavens in het Titicacameer. In Peru volgde de periode die bekendstaat als de Reconstrucción Nacional (Nationale Wederopbouw).